# Constant Despine
Pour les articles homonymes, voir Despine.
Constant Despine, né le 19 mars 1807 à Annecy et mort le 14 mars 1873 à Brison-Saint-Innocent, est un médecin du XIXe siècle d'origine savoyarde, issu de la famille Despine (d'Espine).

## Biographie

### Origines
Constant-Claude-Joseph Despine naît le 19 mars 1807, à Annecy, dans le département du Léman, en France. Le duché de Savoie a été uni à la France en 1792. Il est le fils aîné du docteur Antoine Despine (1777-1852) et de Suzanne-Péronne Révillod (1784–1862),. Il a trois sœurs et quatre frères, dont Alphonse (1818—1872), avocat et professeur de droit à Annecy et Félix Despine (1819—1883), haut fonctionnaire.
Il devient, à la mort de son père, le chef de famille et il hérite du titre de baron,.
Il épouse, le 9 juin 1840, Anne Soupat.

### Carrière médicale
Constant Despine entreprend des études de médecine tout comme ses prédécesseurs, se perfectionnant à Paris et à Londres. Il exerce la médecine à Turin, en 1830, puis à Nice de 1838 à 1844.
Il succède à son père à la tête des Thermes royaux de la ville d'Aix, en 1849. Il porte le titre de médecin-inspecteur. Il reste en fonction jusqu'en 1853.
Il semble avoir été sceptique quant aux pratiques médicales de son père.

### Autres intérêts
En 1859, il est nommé syndic de la cité thermale.
Installé à Brison-Saint-Innocent, il devient maire de la commune, au lendemain de l'Annexion de la Savoie à la France, en 1860. Il reste en fonction jusqu'en 1870.
Il est élu membre Correspondant de l'Académie des sciences, belles-lettres et arts de Savoie, le 14 août 1835. Il est également membre de l'Académie florimontane.
Constant Despine meurt le 14 mars 1873, à Brison-Saint-Innocent.

## Famille
Constant Despine épouse Anne Soupat, quatre enfants, :
- Alfred (1841) ;
- Hélène (1843-1876), ∞ Arthur Chauveau des Roches ;
- Alphonse François (16 juin 1844 à Aix-les-Bains — 22 août 1917 à Brison-Saint-Innocent), baron, secrétaire particulier et chef de cabinet du préfet de la Savoie (1869-1877), puis sous-préfet de Bonneville (juin-décembre 1877), maire de Brison-Saint-Innocent[3],[8] (1887-1892) ;
- Adèle (1847-1934), ∞ Jean Béchillon.

## Distinctions
Constant Despine a reçu les distinctions suivantes :
- Chevalier de l'ordre des Saints-Maurice-et-Lazare (1853)[1],[3] ;
- Chevalier de la Légion d'honneur (15 mai 1861)[9],[3].

## Publications
- Plusieurs carnets de voyage ;
- Publication d'articles dans :
  - Mémoires de l'Académie des sciences, belles-lettres et arts de Savoie.
  - revue Bulletin des eaux d'Aix-en-Savoie (1834-1838).
- Estelle : observation curieuse de névropathie, accompagnée de paralysie presque générale,guérie aux bains; suivi de observazioni pratiche del dotore Despine, Burdet, Annecy, 1833, 16 pages.
- Manuel de l'étranger aux Eaux d'Aix en Savoie ; suivie de Catalogue de quelques insectes, mollusques et plantes rares trouvés dans les environs d'Aix, Burdet, Annecy, 1834.
- Bulletin des eaux d'Aix en Savoie ; suivie de Estelle : observation curieuse de névropathieaccompagnée de paralysie presque générale, Burdet, Annecy, 1838, 90 pages.
- Manuel topographique et médical de l'étranger aux Eaux d'Aix en Savoie, nouvelle édition revue et augmentée d'un précis statistique et historique sur la Savoie, Burdet, Annecy, 1841, 1843, 233 pages.
- L'été à Aix en Savoie. Nouveau guide pratique médical et pittoresque, Dauvin et Fontaine, Paris, 311 Pages.
- (en) Practical guide to the bath of Aix in Savoy, with all necessary for beaching Aix andtacking the bath, Ballière, London, 68 pages.
- Mémoire sur les jeux publics du Cercle d'Aix-les-Bains, Chambéry, 1850, 15 pages.
- Indicateur médical et topographique d'Aix-les-Bains, Masson (frères), Paris, 1856, 1857.

### Fonds d'archives
- Série : Archives de la famille de Garbillon-Despine (XVIIIe siècle-1904). Fonds : Papiers personnels de Joseph Despine et des membres de sa famille (1792-1859); Cote : 11 J 103-623. Annecy : Archives départementales de la Haute-Savoie (présentation en ligne).
- Robert Gabion, Répertoire numérique détaillé du fonds Garbillon-Despine, vol. Sous-série 11 J, Annecy, Archives départementales de la Haute-Savoie, 1981, 438 p. .